# Suse Heinze
Susanne „Suse“ Heinze, später Susanne von Hartungen (* 25. Mai 1920 in Berlin; † 26. November 2018 in Bad Honnef), war eine deutsche Kunstspringerin.
Heinze nahm 1936 im Alter von 16 Jahren als jüngste deutsche Kunstspringerin an den Olympischen Sommerspielen in Berlin teil und erreichte beim 3-Meter-Kunstspringen den 7. Platz.
Bei den Europameisterschaften 1938 holte sie Bronze vom 10-Meter-Turm.
Sie war 1937 und 1938 Deutsche Meisterin vom 10-Meter-Turm; nach ihrer Heirat gelang ihr das unter dem Namen Susanne von Hartungen 1952 und 1953 erneut. In dieser Zeit gewann sie auch von 1951 bis 1953 die Meisterschaft vom 3-Meter-Brett.